# Гістамін

Структурна формула гістаміну

Гістамі́н (лат. Histaminum) або 4-(2-аміноетил) — органічна сполука, біогенний амін, медіатор алергічних реакцій негайного типу, нейромедіатор, також є регулятором багатьох фізіологічних процесів. Імідазол, або b-імідазолил-етиламін.

## Загальна інформація
| Гістамін              | Гістамін        |
| --------------------- | --------------- |
| Брутто-формула        | C5H9N3          |
| Молярна маса          | 111,15 г/моль   |
| Температура плавлення | 83,5 °C         |
| Температура кипіння   | 209,5 °C        |
| Концентрація в крові  | 539–899 нмоль/л |

Гістамін є біогенною сполукою, що утворюється в організмі під час декарбоксилювання амінокислоти гістидину.
Гістамін є одним з ендогенних чинників (медіаторів), що беруть участь в регуляції життєво важливих функцій організму і грають важливу роль у патогенезі ряду патологічних станів.
У звичайних умовах гістамін знаходиться в організмі переважно в зв'язаному, неактивному стані. Під час різних патологічних процесів (анафілактичний шок, опіки, відмороження, сінна лихоманка, кропив'янка та інші алергічні захворювання), а також під час вступу до організму деяких хімічних речовин кількість вільного гістаміну збільшується. «Вивільнювачами» («лібераторами») гістаміну є d-тубокурарин, морфін, йодовмісні рентгеноконтрастні препарати, високомолекулярні сполуки (поліглюкін тощо) та інші лікарські засоби.
Вільний гістамін посідає високу активність: він спричинює спазм гладких м'язів (включаючи м'язи бронхів), розширення капілярів і зниження АТ; застій крові в капілярах і збільшення проникності їх стінок спричинює набряк навколишніх тканин і згущування крові. У зв'язку з рефлекторним збудженням мозкової речовини надниркових залоз виділяється адреналін, звужуються артеріоли і частішають серцеві скорочення. Гістамін спричинює посилення секреції шлункового соку.
Деяка кількість гістаміну міститься в ЦНС, де, як припускають, він грає роль нейромедіатора (або нейромодулятора). Не виключено, що седативна дія деяких ліпофільних антагоністів гістаміну (протигістамінних препаратів, що проникають крізь гематоенцефалічний бар'єр, наприклад димедролу) пов'язана з їх блокуючим впливом на центральні гістамінові рецептори.
Випускається у вигляді дигідрохлориду (Histamini dihydrochloridum). Білий кристалічний порошок. Гігроскопічний. Легко розчинний у воді, важко в спирті; pH водних розчинів 4,0—5,0.

## Застосування
Як лікарський засіб гістамін має обмежене застосування.
Для медичного застосування препарат отримують шляхом бактерійного розщеплювання гістидину або синтетичним шляхом.
Користуються гістаміном іноді при поліартритах, суглобовому і м'язовому ревматизмі: внутрішньошкірне введення дигідрохлориду гістаміну (0,1—0,5 мл 1 % розчину), втирання мазі, що містить гістамін, і електрофорез гістаміну спричинюють сильну гіперемію і зменшення болючості; при болю, пов'язаному з ураженням нервів; при радикулітах, плекситах тощо препарат вводять внутрішньошкірно (0,2—0,3 мл 0,1 % розчину).
При алергічних захворюваннях, мігрені, бронхіальній астмі, кропив'янці іноді проводять курс лікування малими дозами гістаміну, що зростають. Припускають, що організм при цьому набуває стійкості до гістаміну і цим зменшується схильність до алергічних реакцій. Застосування як десенсибілізуючий засіб при алергічних захворюваннях має гістаміновмісний препарат гістаглобулін.
Починають з внутрішньошкіряного введення дуже малих доз гістаміну (0,1 мл у концентрації 1/10, для чого вміст ампули, тобто 0,1 % розчин, розводять відповідною кількістю ізотонічного розчину натрію хлориду), потім дозу поступово збільшують.
Гістаміном користуються також для фармакологічної діагностики феохромоцитоми і феохромобластоми; проводять комбіновану пробу з тропафеном.
У зв'язку із стимулювальним впливом гістаміну на шлункову секрецію його іноді застосовують для діагностики функціонального стану шлунку. При цьому необхідно дотримуватися великої обережності через можливі побічні явища (гіпотензивна дія, бронхоспазм й інше). У XXI столітті для цієї мети користуються іншими препаратами (пентагастрін, бетазол і ін.).
При передозуванні та підвищеній чутливості до гістаміну можуть розвинутися колапс і шок.
Опісля приймання всередину гістамін важко всмоктується і ефекту не надає.
Гістаміном широко користуються фармакологи і фізіологи для експериментальних досліджень.

## Зберігання
Зберігати у захищеному від світла місці.

## Синоніми
Eramin, Ergamine, Histalgine, Histamyl, Histapon, Imadyl, Imido, Istal, Peremin та ін.

## Форма випуску
Форми випуску гістаміну дигидрохлориду: порошок; 0,1 % розчин в ампулах по 1 мл (лат. Solutio Histamini dihydrochloridi 0,1 % pro injectionibus) в упакуванні по 10 ампул.

## В природі
Гістамін входить до складу отрути джмелів та кропиви.

## Гістамінові рецептори
У організмі існують специфічні рецептори, для яких гістамін є природним лігандом. Розрізняють чотири підгрупи гістамінових (Н) рецепторів: Н1-, Н2-, Н3- і Н4-рецептори.
При активації Н1-рецепторів виникає запалення та алергічна реакція. Н2-рецептори посилюють секрецію шлункових залоз та беруть участь також у регуляції тонусу гладких м'язів матки, кишечника, судин. Н3-рецептори знаходяться тільки в ЦНС та регулюють загальну активність мозку. Хочу примітити, що всі три типи рецепторів знаходяться в ЦНС саме тому при прийманні антигістаміних препаратів старого покоління(що проходять ГЕБ), можуть виникати у людини пригнічення та сонливість.
Збудження периферичних Н-рецепторів супроводжується спастичним скороченням бронхів, мускулатури кишечника та іншими явищами.
Останнім часом стали надавати велике значення стимуляції Н3-рецепторів у механізмі центральної дії гістаміну.
Також антигістамінні (блокатори Н1- та Н2-рецептори) використовують, як лікарські засоби при алергії та проти закачування.